# 道命

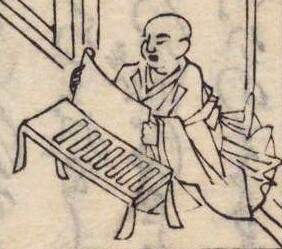
宇治拾遺物語より

道命（どうみょう、天延2年（974年） - 寛仁4年7月4日（1020年7月26日））は、平安時代中期の僧・歌人。父は藤原道綱。母は源近広の娘。阿闍梨、天王寺別当。中古三十六歌仙の一人。

## 経歴
私歌集『道命阿闍梨集』から、永観元年（983年）に童殿上して花山天皇に近侍していたと考えられる。
『寺門高僧記』では藤原道長の養子で、若くして出家し天台座主・良源の弟子となったとある。ただし永祚元年（990年）の太政官牒から、道命は永延元年（987年）4月16日以前一年以内に尋禅を師として妙香院に入室したと推定される。同時期に花山天皇に近い九条流の公卿の子息が複数人出家しており、彼らの出家は寛和の変で出家した花山天皇に従ったもので道命もその一人だという説もある。
長保3年（1001年）11月1日に総持寺阿闍梨に任ぜられ、同4年10月に行われた故東三条院のための法華八講で錫杖を勤めた。寛弘5年の花山院崩御の際は哀傷歌を読んだ。
寛弘8年（1011年）11月に道命と源心が三条天皇の第一皇子の敦明親王を唆し出家させようとしていると風聞が立つ。長和4年（1015年）閏6月に三条天皇に召され法華経を読誦し邪気を払うことに成功するも、藤原実資から「有能な僧は召されなかった。邪気調伏は霊の謀略だろうか」と疑問を持たれている。
長和5年（1016年）1月18日天王寺別当に任じられる。同6年（1017年）に三条院が崩御した後の哀傷歌が『栄花物語』に伝わる。
寛仁4年（1020年）7月4日、逝去する。

## 人物
花山院と親しかった。法輪寺に住坊を持ち、赤染衛門、藤原定頼、藤原頼宗などと交流を持った。歌集中に対御方（『蜻蛉日記』中の近江、藤原国章の娘）の代作をしたことが記されており、対御方やその娘の藤原綏子との交流もうかがえる。寛和の変で中心的役割を果たした父道綱との関係は不明だが姉妹兄弟の死に際しての哀傷歌が残る。また「をば」の死を悼む和歌も残されている。（「をば」が指す人物には藤原綏子と道綱母の二説がある。）
『今昔物語集』では美声で法華経読経に優れ、同時に諧謔味がある人物として描かれる。『古事談』『宇治拾遺物語』には和泉式部と関係を持つ好色な破戒僧であったという説話も残る。現存する歌集に二人の間の贈答歌は見当たらないものの、二人とも花山院周辺の歌人であり道命の和歌に和泉式部と共通する表現がみられる事から、交流があったと推測される。頼宗からは和歌中で「世の好き者」と評された。

## 和歌
『後拾遺和歌集』（16首）以下の勅撰和歌集に57首が入集。家集に『道命阿闍梨集』がある。詞書の人物名称から寛仁3年（1019年）末から翌4年（1020年）の入寂までに編まれたと推定される。清少納言は『枕草子（三巻本）』中に
と評した。『梁塵秘抄』では和歌に優れて素晴らしい人物の一人に挙げられる。上村悦子は道命の和歌には技巧的で機知的な諧謔の歌が多いと指摘する。柏木由夫は道命の歌集に明確な女性との恋歌の贈答は残されていないが友人関係や花見の中で恋歌的装いの和歌を詠むことがあると指摘し、このような俗人的な諧謔性が好色と結びついて和泉式部との説話が形成されたと考える。